# Seznam olympijských medailistů ve snowboardingu
Snowboarding se na zimních olympijských hrách poprvé objevil v roce 1998 v Naganu. Muži i ženy nastoupili na start dvou disciplín obřího slalomu a jízdy na U-rampě. V roce 2002 v Salt Lake City se do programu místo klasického obřího slalom dostal paralelní obří slalomu. Na následujících ZOH v roce 2006 v Turíně doplnil dvojici snowboardových disciplín snowboardcross.

## Muži

### U-rampa
- Do programu ZOH zařazena tato disciplína od roku 1998.

| Rok                     | Zlato                                      | Stříbro                                   | Bronz                                        |
| ----------------------- | ------------------------------------------ | ----------------------------------------- | -------------------------------------------- |
| ZOH 1998 Nagano         | Gian Simmen · Švýcarsko (SUI)              | Daniel Franck · Norsko (NOR)              | Ross Powers · Spojené státy americké (USA)   |
| ZOH 2002 Salt Lake City | Ross Powers · Spojené státy americké (USA) | Danny Kass · Spojené státy americké (USA) | Jarret Thomas · Spojené státy americké (USA) |
| ZOH 2006 Turín          | Shaun White · Spojené státy americké (USA) | Danny Kass · Spojené státy americké (USA) | Markku Koski · Finsko (FIN)                  |
| ZOH 2010 Vancouver      | Shaun White · Spojené státy americké (USA) | Peetu Piiroinen · Finsko (FIN)            | Scotty Lago · Spojené státy americké (USA)   |
| ZOH 2014 Soči           | Iouri Podladtchikov · Švýcarsko (SUI)      | Ajumu Hirano · Japonsko (JPN)             | Taku Hiraoka · Japonsko (JPN)                |
| ZOH 2018 Pchjongčchang  | Shaun White · Spojené státy americké (USA) | Ajumu Hirano · Japonsko (JPN)             | Scotty James · Austrálie (AUS)               |
| ZOH 2022 Peking         | Ajumu Hirano · Japonsko (JPN)              | Scotty James · Austrálie (AUS)            | Jan Scherrer · Švýcarsko (SUI)               |

### Obří slalom
- Na programu ZOH byla tato disciplína pouze v roce 1998.

| Rok             | Zlato                          | Stříbro                       | Bronz                             |
| --------------- | ------------------------------ | ----------------------------- | --------------------------------- |
| ZOH 1998 Nagano | Ross Rebagliati · Kanada (CAN) | Thomas Prugger · Itálie (ITA) | Ueli Kestenholz · Švýcarsko (SUI) |

### Paralelní obří slalom
- Do programu ZOH zařazena tato disciplína od roku 2002.

| Rok                     | Zlato                             | Stříbro                             | Bronz                                     |
| ----------------------- | --------------------------------- | ----------------------------------- | ----------------------------------------- |
| ZOH 2002 Salt Lake City | Philipp Schoch · Švýcarsko (SUI)  | Richard Richardsson · Švédsko (SWE) | Chris Klug · Spojené státy americké (USA) |
| ZOH 2006 Turín          | Philipp Schoch · Švýcarsko (SUI)  | Simon Schoch · Švýcarsko (SUI)      | Siegfried Grabner · Rakousko (AUT)        |
| ZOH 2010 Vancouver      | Jasey-Jay Anderson · Kanada (CAN) | Benjamin Karl · Rakousko (AUT)      | Mathieu Bozzetto · Francie (FRA)          |
| ZOH 2014 Soči           | Vic Wild · Rusko (RUS)            | Nevin Galmarini · Švýcarsko (SUI)   | Žan Košir · Slovinsko (SLO)               |
| ZOH 2018 Pchjongčchang  | Nevin Galmarini · Švýcarsko (SUI) | Lee Sang-ho · Jižní Korea (KOR)     | Žan Košir · Slovinsko (SLO)               |
| ZOH 2022 Peking         | Benjamin Karl · Rakousko (AUT)    | Tim Mastnak · Slovinsko (SLO)       | Vic Wild · Sportovci ROV (ROC)            |

### Snowboardcross
- Do programu ZOH zařazena tato disciplína od roku 2006.

| Rok                    | Zlato                                       | Stříbro                          | Bronz                                       |
| ---------------------- | ------------------------------------------- | -------------------------------- | ------------------------------------------- |
| ZOH 2006 Turín         | Seth Wescott · Spojené státy americké (USA) | Radoslav Židek · Slovensko (SVK) | Paul-Henri de Le Rue · Francie (FRA)        |
| ZOH 2010 Vancouver     | Seth Wescott · Spojené státy americké (USA) | Mike Robertson · Kanada (CAN)    | Tony Ramoin · Francie (FRA)                 |
| ZOH 2014 Soči          | Pierre Vaultier · Francie (FRA)             | Nikolaj Oljunin · Rusko (RUS)    | Alex Deibold · Spojené státy americké (USA) |
| ZOH 2018 Pchjongčchang | Pierre Vaultier · Francie (FRA)             | Jarryd Hughes · Austrálie (AUS)  | Regino Hernández · Španělsko (ESP)          |
| ZOH 2022 Peking        | Alessandro Hämmerle · Rakousko (AUT)        | Éliot Grondin · Kanada (CAN)     | Omar Visintin · Itálie (ITA)                |

### Paralelní slalom
- Na programu ZOH byla tato disciplína pouze v roce 2014.

| Rok           | Zlato                  | Stříbro                     | Bronz                          |
| ------------- | ---------------------- | --------------------------- | ------------------------------ |
| ZOH 2014 Soči | Vic Wild · Rusko (RUS) | Žan Košir · Slovinsko (SLO) | Benjamin Karl · Rakousko (AUT) |

### Slopestyle
- Do programu ZOH zařazena tato disciplína od roku 2014.

| Rok                    | Zlato                                          | Stříbro                       | Bronz                        |
| ---------------------- | ---------------------------------------------- | ----------------------------- | ---------------------------- |
| ZOH 2014 Soči          | Sage Kotsenburg · Spojené státy americké (USA) | Ståle Sandbech · Norsko (NOR) | Mark McMorris · Kanada (CAN) |
| ZOH 2018 Pchjongčchang | Redmond Gerard · Spojené státy americké (USA)  | Max Parrot · Kanada (CAN)     | Mark McMorris · Kanada (CAN) |
| ZOH 2022 Peking        | Max Parrot · Kanada (CAN)                      | Su I-ming · Čína (CHN)        | Mark McMorris · Kanada (CAN) |

### Big air
- Do programu ZOH zařazena tato disciplína od roku 2018.

| Rok                    | Zlato                            | Stříbro                                  | Bronz                               |
| ---------------------- | -------------------------------- | ---------------------------------------- | ----------------------------------- |
| ZOH 2018 Pchjongčchang | Sébastien Toutant · Kanada (CAN) | Kyle Mack · Spojené státy americké (USA) | Billy Morgan · Velká Británie (GBR) |
| ZOH 2022 Peking        | Su I-ming · Čína (CHN)           | Mons Røisland · Norsko (NOR)             | Max Parrot · Kanada (CAN)           |

## Ženy

### U-rampa (ženy)
- Do programu ZOH zařazena tato disciplína od roku 1998.

| Rok                     | Zlato                                                | Stříbro                                            | Bronz                                                  |
| ----------------------- | ---------------------------------------------------- | -------------------------------------------------- | ------------------------------------------------------ |
| ZOH 1998 Nagano         | Nicola Thostová · Německo (GER)                      | Stine Brun Kjeldaasová · Norsko (NOR)              | Shannon Dunn-Downingová · Spojené státy americké (USA) |
| ZOH 2002 Salt Lake City | Kelly Clarková · Spojené státy americké (USA)        | Doriane Vidalová · Francie (FRA)                   | Fabienne Reutelerová · Švýcarsko (SUI)                 |
| ZOH 2006 Turín          | Hannah Teterová · Spojené státy americké (USA)       | Gretchen Bleilerová · Spojené státy americké (USA) | Kjersti Buaasová · Norsko (NOR)                        |
| ZOH 2010 Vancouver      | Torah Brightová · Austrálie (AUS)                    | Hannah Teterová · Spojené státy americké (USA)     | Kelly Clarková · Spojené státy americké (USA)          |
| ZOH 2014 Soči           | Kaitlyn Farringtonová · Spojené státy americké (USA) | Torah Brightová · Austrálie (AUS)                  | Kelly Clarková · Spojené státy americké (USA)          |
| ZOH 2018 Pchjongčchang  | Chloe Kimová · Spojené státy americké (USA)          | Li Ťia-jü · Čína (CHN)                             | Arielle Goldová · Spojené státy americké (USA)         |
| ZOH 2022 Peking         | Chloe Kimová · Spojené státy americké (USA)          | Queralt Castelletová · Španělsko (ESP)             | Sena Tomitaová · Japonsko (JPN)                        |

### Obří slalom (ženy)
- Na programu ZOH byla tato disciplína pouze v roce 1998.

| Rok             | Zlato                          | Stříbro                         | Bronz                             |
| --------------- | ------------------------------ | ------------------------------- | --------------------------------- |
| ZOH 1998 Nagano | Karine Rubyová · Francie (FRA) | Heidi Renothová · Německo (GER) | Brigitte Köcková · Rakousko (AUT) |

### Paralelní obří slalom (ženy)
- Do programu ZOH zařazena tato disciplína od roku 2002.

| Rok                     | Zlato                                     | Stříbro                              | Bronz                                            |
| ----------------------- | ----------------------------------------- | ------------------------------------ | ------------------------------------------------ |
| ZOH 2002 Salt Lake City | Isabelle Blancová · Francie (FRA)         | Karine Rubyová · Francie (FRA)       | Lidia Trettelová · Itálie (ITA)                  |
| ZOH 2006 Turín          | Daniela Meuliová · Švýcarsko (SUI)        | Amelie Koberová · Německo (GER)      | Rosey Fletcherová · Spojené státy americké (USA) |
| ZOH 2010 Vancouver      | Nicolien Sauerbreijová · Nizozemsko (NED) | Jekatěrina Iljuchinová · Rusko (RUS) | Marion Kreinerová · Rakousko (AUT)               |
| ZOH 2014 Soči           | Patrizia Kummerová · Švýcarsko (SUI)      | Tomoka Takeuchi · Japonsko (JPN)     | Aljona Zavarzinová · Rusko (RUS)                 |
| ZOH 2018 Pchjongčchang  | Ester Ledecká · Česko (CZE)               | Selina Joergová · Německo (GER)      | Ramona Theresia Hofmeisterová · Německo (GER)    |
| ZOH 2022 Peking         | Ester Ledecká · Česko (CZE)               | Daniela Ulbingová · Rakousko (AUT)   | Glorija Kotniková · Slovinsko (SLO)              |

### Snowboardcross (ženy)
- Do programu ZOH zařazena tato disciplína od roku 2006.

| Rok                    | Zlato                                                | Stříbro                                                   | Bronz                               |
| ---------------------- | ---------------------------------------------------- | --------------------------------------------------------- | ----------------------------------- |
| ZOH 2006 Turín         | Tanja Friedenová · Švýcarsko (SUI)                   | Lindsey Jacobellisová · Spojené státy americké (USA)      | Dominique Maltaisová · Kanada (CAN) |
| ZOH 2010 Vancouver     | Maëlle Rickerová · Kanada (CAN)                      | Déborah Anthoniozová · Francie (FRA)                      | Olivia Nobsová · Švýcarsko (SUI)    |
| ZOH 2014 Soči          | Eva Samková · Česko (CZE)                            | Dominique Maltaisová · Kanada (CAN)                       | Chloé Trespeuchová · Francie (FRA)  |
| ZOH 2018 Pchjongčchang | Michela Moioliová · Itálie (ITA)                     | Julia Pereiraová de Sousaová Mabileauaová · Francie (FRA) | Eva Samková · Česko (CZE)           |
| ZOH 2022 Peking        | Lindsey Jacobellisová · Spojené státy americké (USA) | Chloé Trespeuchová · Francie (FRA)                        | Meryeta O'Dineová · Kanada (CAN)    |

### Paralelní slalom (ženy)
- Na programu ZOH byla tato disciplína pouze v roce 2014.

| Rok           | Zlato                               | Stříbro                          | Bronz                           |
| ------------- | ----------------------------------- | -------------------------------- | ------------------------------- |
| ZOH 2014 Soči | Julia Dujmovitsová · Rakousko (AUT) | Anke Karstensová · Německo (GER) | Amelie Koberová · Německo (GER) |

### Slopestyle (ženy)
- Do programu ZOH zařazena tato disciplína od roku 2014.

| Rok                    | Zlato                                            | Stříbro                                     | Bronz                                 |
| ---------------------- | ------------------------------------------------ | ------------------------------------------- | ------------------------------------- |
| ZOH 2014 Soči          | Jamie Andersonová · Spojené státy americké (USA) | Enni Rukajärviová · Finsko (FIN)            | Jenny Jonesová · Velká Británie (GBR) |
| ZOH 2018 Pchjongčchang | Jamie Andersonová · Spojené státy americké (USA) | Laurie Blouinová · Kanada (CAN)             | Enni Rukajärviová · Finsko (FIN)      |
| ZOH 2022 Peking        | Zoi Sadowská Synnottová · Nový Zéland (NZL)      | Julia Marino · Spojené státy americké (USA) | Tess Coadyová · Austrálie (AUS)       |

### Big air (ženy)
- Do programu ZOH zařazena tato disciplína od roku 2018.

| Rok                    | Zlato                           | Stříbro                                          | Bronz                                       |
| ---------------------- | ------------------------------- | ------------------------------------------------ | ------------------------------------------- |
| ZOH 2018 Pchjongčchang | Anna Gasserová · Rakousko (AUT) | Jamie Andersonová · Spojené státy americké (USA) | Zoi Sadowská Synnottová · Nový Zéland (NZL) |
| ZOH 2022 Peking        | Anna Gasserová · Rakousko (AUT) | Zoi Sadowská Synnottová · Nový Zéland (NZL)      | Kokomo Muraseová · Japonsko (JPN)           |

## Smíšené soutěže

### Snowboardcross smíšená družstva
- Do programu ZOH zařazena tato disciplína od roku 2022.

| Rok             | Zlato                                                                   | Stříbro                                          | Bronz                                            |
| --------------- | ----------------------------------------------------------------------- | ------------------------------------------------ | ------------------------------------------------ |
| ZOH 2022 Peking | Spojené státy americké (USA) · Nick Baumgartner · Lindsey Jacobellisová | Itálie (ITA) · Omar Visintin · Michela Moioliová | Kanada (CAN) · Éliot Grondin · Meryeta O'Dineová |